# Hero Elementary
Hero Elementary is een Canadees-Amerikaanse animatieserie geproduceerd door Twin Cities PBS en Portfolio Entertainment. De serie is gedistribueerd door PBS Kids, en gemaakt door Carol-Lynn Parente en Christine Ferraro.

## Verhaal
De serie omvat de diverse studenten van "Sparks 'Crew" - Lucita Sky, AJ Gadgets, Sara Snap en Benny Bubbles, die door hun eigenzinnige en enthousiaste leraar, de heer Sparks, zijn opgeleid in superhelden. Samen werken de studenten als een team, gebruikmakend van hun eigen unieke superkrachten en de "Superkrachten van de Wetenschap" om mensen te helpen, problemen op te lossen en te proberen de wereld een betere plek te maken. De serie wordt momenteel geproduceerd voor 40 afleveringen van een half uur, elk met twee segmenten.